# Paciano
Paciano és un comune (municipi) de la província de Perusa, a la regió italiana d'Úmbria, situat uns 30 km al sud-oest de Perusa. L'1 de gener de 2018 tenia 986 habitants.
Paciano limita amb els municipis de Castiglione del Lago, Città della Pieve, Panicale i Piegaro.

## Evolució demogràfica
| Gràfica d'evolució de Paciano entre 1861 i                                        |
|                                                                                   |
| Font: Istituto Nazionale di Statistica (ISTAT) - Elaboració gràfica de Viquipèdia |